# Davao-Hörnchen
Das Davao-Hörnchen (Sundasciurus davensis) ist eine Hörnchenart aus der Gattung der Sunda-Baumhörnchen (Sundasciurus). Es ist bislang nur auf Mindanao nachgewiesen.

## Merkmale
Das Typusexemplar des Davao-Hörnchens hat eine Kopf-Rumpf-Länge von 19,8 Zentimetern und eine Schwanzlänge von 18,2 Zentimeter. Der Schwanz ist damit etwas kürzer als der restliche Körper. Die Rückenfarbe ist braun mit einer Linie, die sich von der Nase über den Kopf und Rücken bis zum Schwanzansatz zieht und aus schwarzen Haaren mit rotbraunen Haarspitzen besteht und zum Schwanz hin dunkler wird. Die Wangen sind sandbraun, die Bauchseite ist sandfarben bis apricot. Die Körperseiten sind gegenüber der Rückenlinie und der Bauchfärbung klar abgegrenzt. Der Schwanz ist in der Mitte der Oberseite rotbraun, nach außen schwarz und danach weiß, die Unterseite ist heller rotbraun.

## Verbreitung
Das Davao-Hörnchen ist bislang wissenschaftlich nur über das Belegexemplar der Erstbeschreibung aus Madaum in Tagum in der Provinz Davao del Norte auf der philippinischen Insel Mindanao bekannt.

## Lebensweise
Über die Lebensweise des Davao-Hörnchens liegen keine Daten vor. Es lebt wahrscheinlich in Primär- und Sekundärwaldbeständen.

## Systematik
Das Davao-Hörnchen wird als eigenständige Art innerhalb der Gattung der Sunda-Baumhörnchen (Sundasciurus) eingeordnet, die – je nach Autor – aus 15 bis 17 Arten besteht. Die wissenschaftliche Erstbeschreibung stammt von Colin Campbell Sanborn aus dem Jahr 1952, der die Art anhand eines Individuums aus Madaum in Tagum in der Provinz Davao del Norte auf der philippinischen Insel Mindanao beschrieb.
Innerhalb der Art werden neben der Nominatform keine Unterarten unterschieden.

## Status, Bedrohung und Schutz
Das Davao-Hörnchen wird von der International Union for Conservation of Nature and Natural Resources (IUCN) nicht in eine Gefährdungskategorie eingeordnet, sondern aufgrund der fehlenden Daten zur Population, Verbreitung und Lebensweise als „Data deficient“ eingeordnet. Es wird angenommen, dass die Art bei konzentrierter Suche als ungefährdet betrachtet werden kann.

## Belege
1. 1 2 3 4  Richard W. Thorington Jr., John L. Koprowski, Michael A. Steele: Squirrels of the World. Johns Hopkins University Press, Baltimore MD 2012; S. 183–184. ISBN 978-1-4214-0469-1
2. 1 2 3  Sundasciurus davensis in der Roten Liste gefährdeter Arten der IUCN 2014.3. Eingestellt von: F. Chiozza, 2008. Abgerufen am 2. Januar 2015.
3. 1 2 3  Sundasciurus davensis In: Don E. Wilson, DeeAnn M. Reeder (Hrsg.): Mammal Species of the World. A taxonomic and geographic Reference. 2 Bände. 3. Auflage. Johns Hopkins University Press, Baltimore MD 2005, ISBN 0-8018-8221-4.